# Toretocheilum turbinatum
Toretocheilum turbinatum is een mosdiertjessoort uit de familie van de Escharinidae. De wetenschappelijke naam van de soort is voor het eerst geldig gepubliceerd in 1996 door Hayward.